# Lando

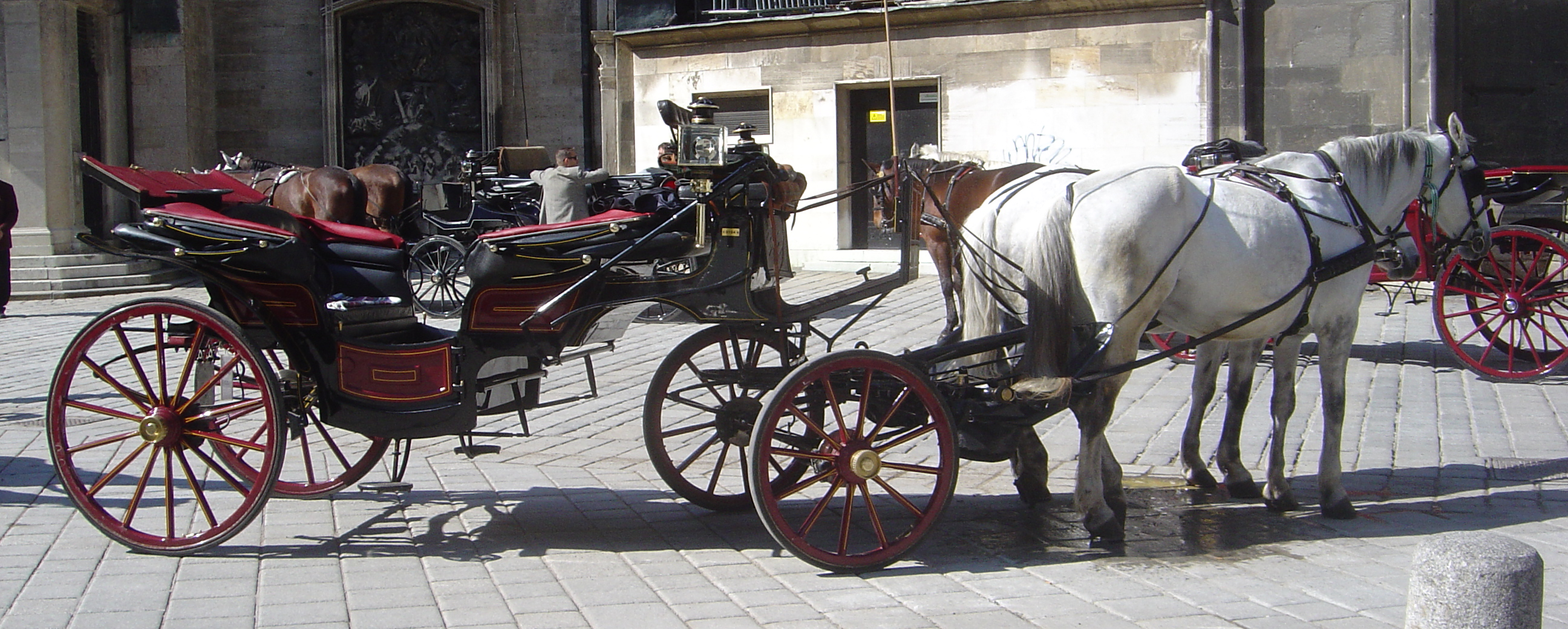
Lando spacerowe w roli fiakra przed katedrą św. Szczepana w Wiedniu

Lando – znany od XVIII w. otwarty powóz czterokołowy, dwu- lub czterokonny, z czterema miejscami dla pasażerów i z podwyższonym siedzeniem z przodu dla powożącego.
Dwa jednakowe siedzenia pasażerów umieszczone są naprzeciw siebie. Charakterystyczny dla lando jest półkolisty kształt, w którym dolna krawędź drzwi jest najniższym punktem korpusu pojazdu. Lando wyposażone jest w rozkładaną na dwie części (przód i tył) budę na zawiasach, tworzącą po zamknięciu dach z oknami po bokach. Na zewnątrz pojazd obijany jest najczęściej czarną, lakierowaną skórą.  
Pojazd został skonstruowany w XVII w. w znanej z produkcji karet niemieckiej miejscowości Landau in der Pfalz (stąd nazwa). Początkowo używany jako pojazd dworski głównie w Niemczech i w Anglii, a w XIX i na początku XX w. jako reprezentacyjny i wyjazdowy pojazd miejski. Współcześnie można w niektórych miastach spotkać lando w charakterze fiakra.